# 벨렘나이트

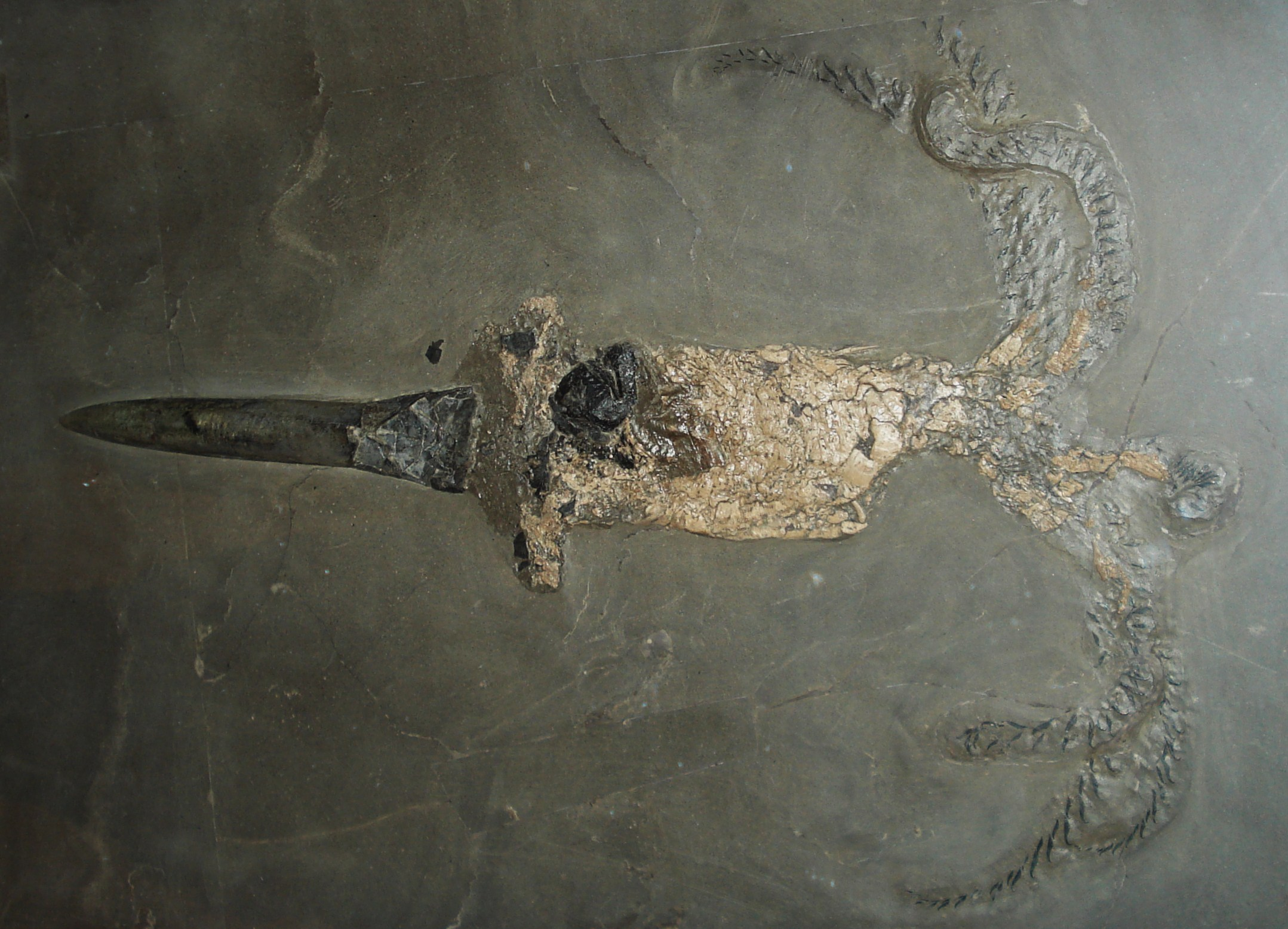

벨렘나이트(Belemnitida, belemnites)는 중생대에 서식했던 두족류로 오징어의 직계 조상이라고 할 수 있다. 오징어의 직계 조상인 만큼 오징어와 유사하다. 지느러미가 있고 먹물주머니까지 갖추고 있었다. 다만 오징어와는 달리 사냥에 특화된 촉완이 없고 6개의 다리에는 빨판 대신 가시가 나 있었다. 화살촉처럼 생긴 2cm 정도의 껍데기(화석 부분)는 몸속 가장 끝부분에 위치해 있었으며 암모나이트와 동시대에 살았던 두족류이다.

## 같이 보기
- 암모나이트